# Fondry des Chiens

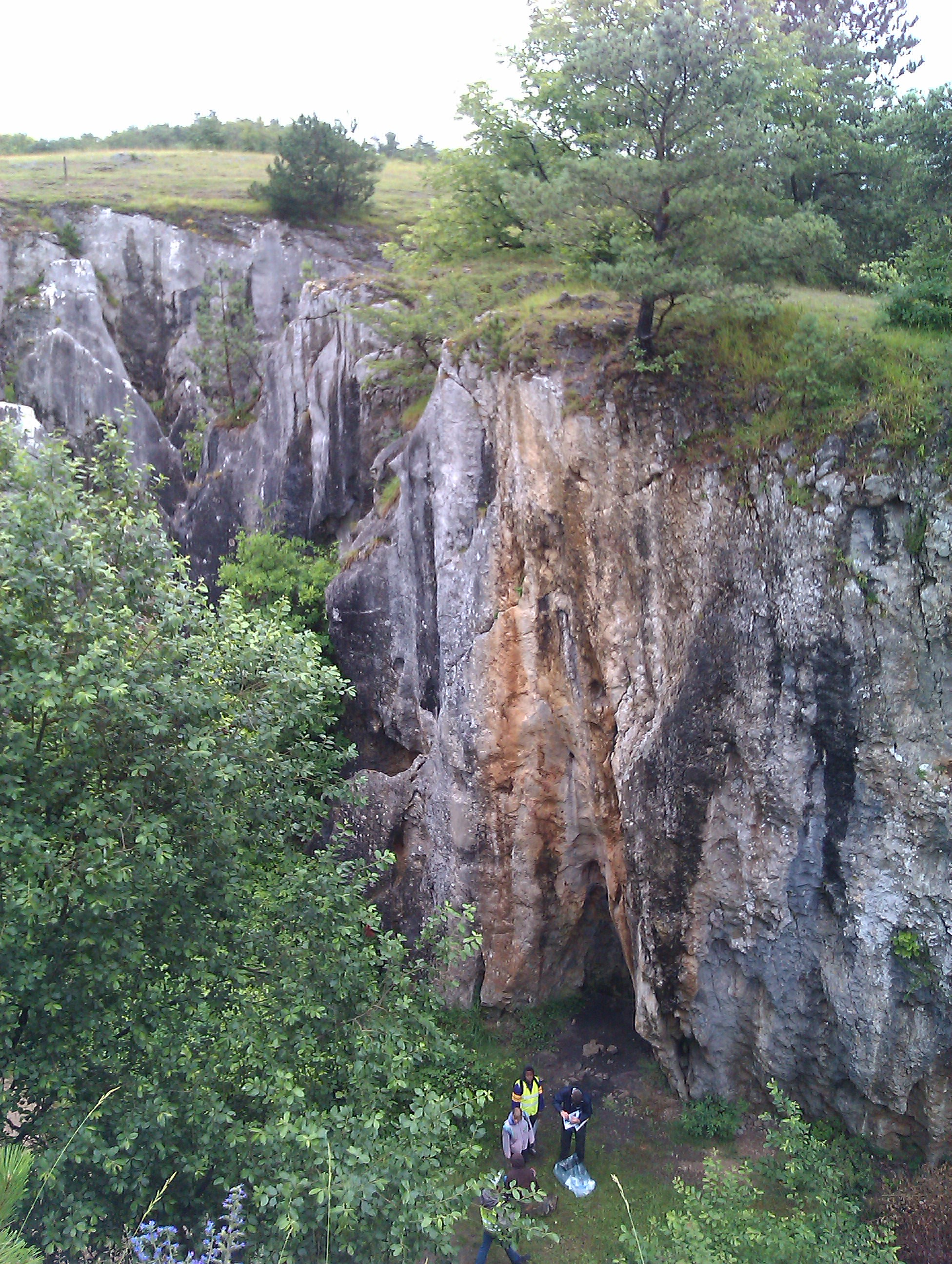
Fondry des Chiens

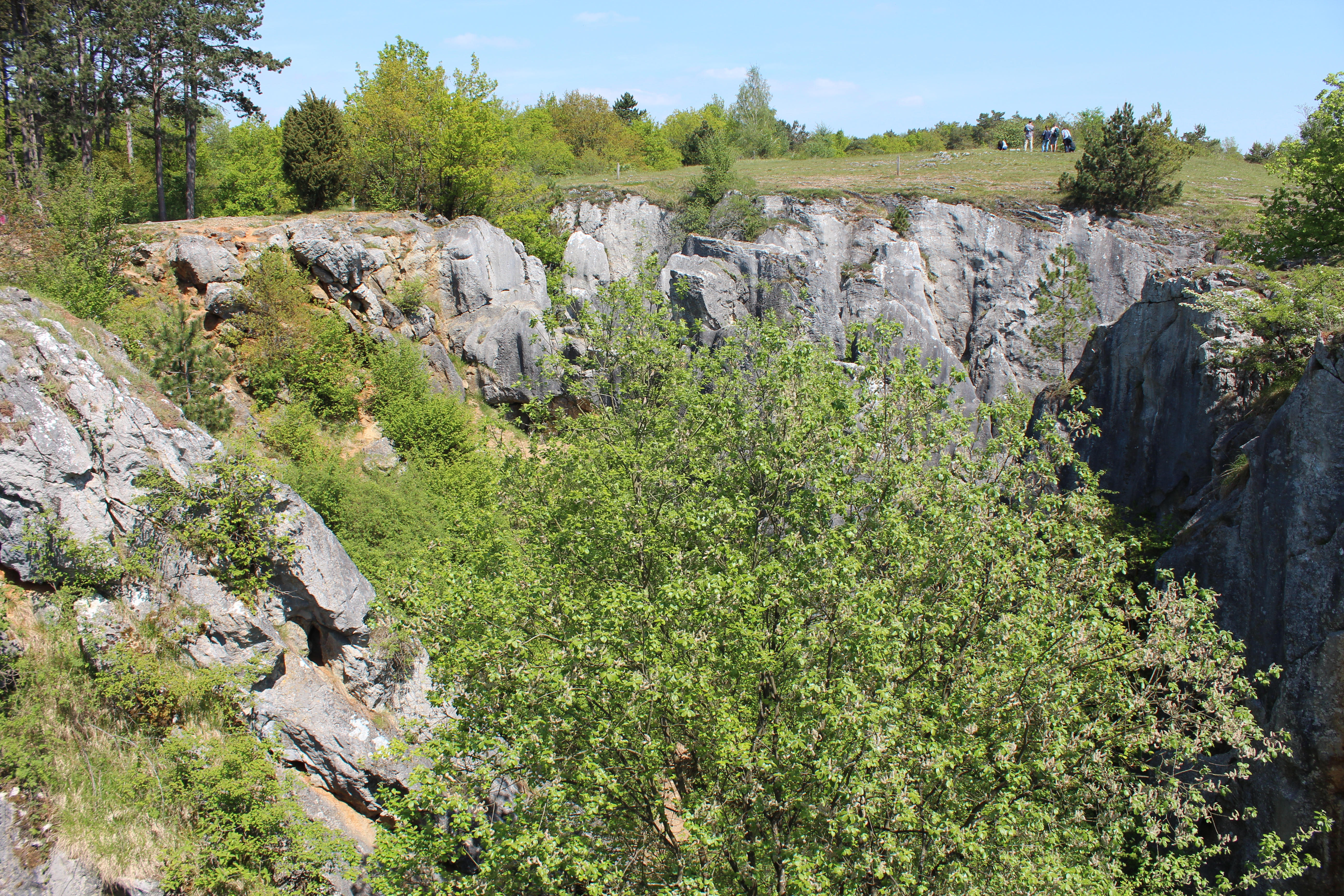
Een komvormige laagte (doline) resultaat van geologische gebeurtenissen over miljoenen jaren en eeuwenlange ontginning van ijzerhoudende mineralen

De Fondry des Chiens is een zinkgat in het Natuurpark Viroin-Hermeton. Het is een grote ravijnachtige put met grillige uitstekende rotspartijen gevormd door weggespoeld kalkgesteente waaruit eeuwenlang ijzerhoudend, ingespoeld mineraal ontgonnen werd.

Fondry des Chiens ligt in de gemeente Viroinval, deelgemeente Nismes, in de Calestienne.  De Fondry des Chiens is een doline of gouffre van 100 meter lang en tot 20 meter diep. Dergelijke gouffres komen in België enkel voor in de streek van Viroin. Fondry des Chiens en Le Matricolo zijn de grootste gouffres in de streek.

Over het ontstaan van de Fondry des Chiens werd de hypothese geformuleerd dat dit het resultaat is van de inwerking van zure regens op de kalklagen die ongeveer vierhonderd miljoen jaar geleden afgezet werden door de warme zeeën, die toen het land bedekten en kalkrijke koraalriffen achterlieten. De zeeën uit de eerste era lieten ook een ijzerhoudende zandlaag achter boven op de kalklagen. 

Na het terugtrekken van zee ging het water van tropische regens, aangezuurd met koolzuur van vergane begroeiing, insijpelen en inwerken op de ondergrond van kalkrotsen.  Daardoor ontstonden depressies in de onderliggende kalksteenlaag.   Op zwakke plekken in de kalkrotsen spoelden grote hoeveelheden water verticale pijpen en horizontale gangen uit. Die holten konden ook nog eens instorten waardoor grote rotsblokken op de bodem achterbleven. Het ijzer in de bedekkende zanden werd meegespoeld door het intrekkende regenwater en ging zich onderaan in de depressies en holten afzetten en zich verbinden met de kalk.

Ongeveer twee miljoen jaar geleden, tijdens het Pleistoceen, veranderden de klimatologische omstandigheden en werden de bovenliggende zandlagen weggespoeld en kwam de onderliggende kalklaag aan de oppervlakte liggen. Enkel in de uitgespoelde verticale holten bleven de ijzerhoudende zanden aanwezig. In de Fondry des Chiens is de aanwezigheid van ijzer nog zichtbaar aan de rode kleur van gesteente. 

Van in de ijzertijd tot in de negentiende eeuw werd het ijzererts in de Fondry des Chiens ontgonnen en verwerkt. Mettertijd werd het gat verder uitgediept en bleven kalkrotsen over.

Het is die menselijke activiteit die leidde tot een deel van de naam, afkomstig van het Franse Fonderie (smelterij).

Rondom de doline ligt een groot kalkgrasland. Hier groeien nog wilde orchideeën. Onder andere de mannetjesorchis, de groene nachtorchis en de bijenorchis zijn hier te vinden. In de zomermaanden wordt het gebied druk bevolkt met vlinders, waaronder enkele zeldzame soorten zoals het dambordje, de rotsvlinder, de paarse parelmoervlinder en het bleek blauwtje.

Het hele gebied is door de Waalse overheid beschermd als monument en geklasseerd als Site de Grand Intérêt Biologique onder de naam 'Tienne Sainte-Anne et le Fondry des Chiens'. Het maakt tevens deel uit van het natuurreservaat 'Réserve naturelle domaniale du Viroin' en sinds 2022 van het Nationaal Park L'Entre-Sambre-et-Meuse.